# Yongle, Chongqing
Yongle (kinesiska: 永乐, 永乐镇) är en köping i sydvästra Kina. Den ligger i Fengjie härad i storstadsområdet Chongqing, omkring 320 kilometer nordost om det centrala stadsdistriktet Yuzhong. Antalet invånare är 22 434. Befolkningen består av 10 795 kvinnor och 11 639 män. Barn under 15 år utgör 22,0 %, vuxna 15-64 år 66 %, och äldre över 65 år 11,0 %.